# 1786 az irodalomban
Az 1786. év az irodalomban.

## Események

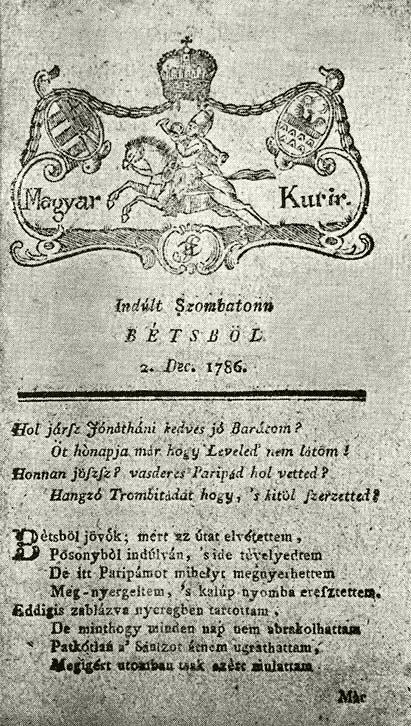
A Magyar Kurir első száma

- december – Szacsvay Sándor megindítja a második magyar nyelvű hírlapot, a bécsi Magyar Kurírt; ez 1834-ig állt fenn. Melléklapja is volt: a Magyar Musa. "Voltaképpen ez az első magyar nyelvű szépirodalmi közlöny. Előbb indult meg, mint a Magyar Hírmondó melléklapja, a Pozsonyi Magyar Musa."[1]

## Megjelent új művek

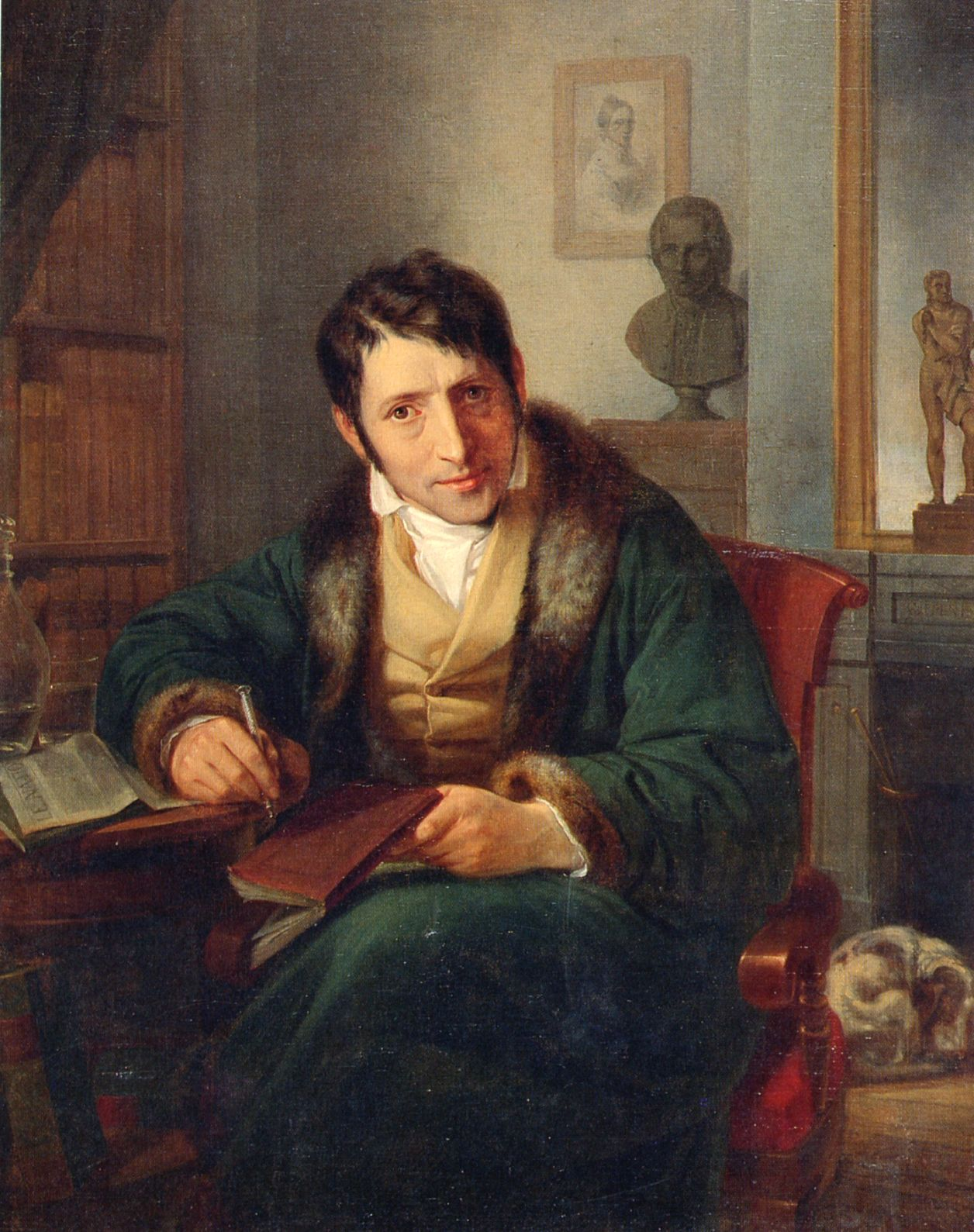
Ludwig Börne

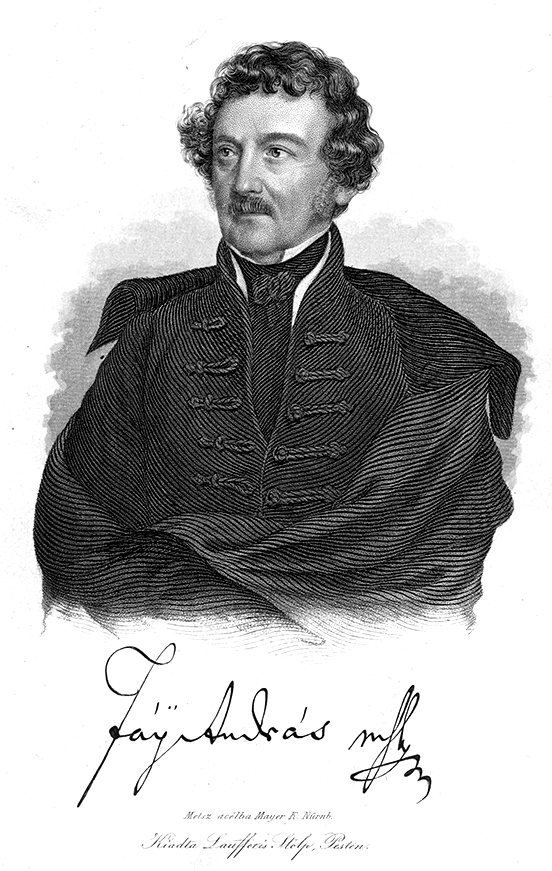
Fáy András

- Robert Burns első verseskötete: Poems Chiefly in the Scottish Dialect (Költemények jórészt skót tájszólásban).[2]
- William Beckford angol író gótikus regénye: Vathek, illetve Vathek, an Arabian Tale.

### Dráma
- Goethe versekbe szedve átírja drámáját, az Iphigenia Tauriszban-t (Iphigenie auf Tauris); a darab prózai változatát 1779-ben mutatták be.

### Magyar irodalom
- Révai Miklós kiadja Faludi Ferenc összes költeményeit: Faludi Ferenc költeményes maradványi. Egybeszedte s előbeszédekkel, jegyzésekkel és szükséges oktatásokkal megbővítve közrebocsátotta a magyar költeményes gyüjtemény öregbedésére. Két kötet. Győr, 1786–1787.[3]
- Péczeli Józseftől Voltaire Henriade-ának fordítása: Henriás az az negyedik Henrik francz királynak életének némelly része, melly francz versekből ugyanannyi s lábú versekbe foglaltatott, Győr. (Voltaire eposzát ugyanekkor Szilágyi Sámuel is lefordította, de munkája csak 1789-ben jelent meg.)

## Születések
- február 24. – Wilhelm Grimm német író, nyelvtudós, régiségbúvár, Jacob Grimm öccse († 1859)
- április 7. – Guzmics Izidor bencés szerzetes, teológus, író, drámaíró, műfordító († 1839)
- május 6. – Ludwig Börne német író, irodalom- és színikritikus († 1837)
- május 30. – Fáy András magyar író, drámaíró; az első magyar társadalmi regény, A Bélteky-ház szerzője († 1864)